# Paul von Collas

Paul Baron von Collas,
General der Infanterie

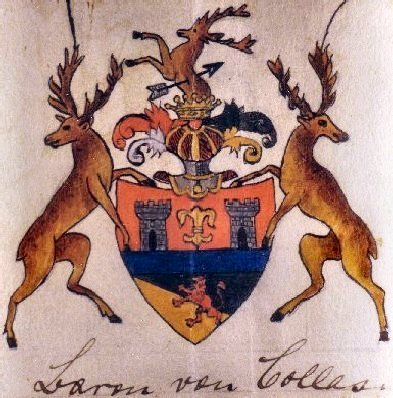
Das Wappen der
Familie von Collas

Paul Baron von Collas mit Ehefrau Ottilie und den Kindern Werner, Martha und Elfriede (1882)

Paul Baron von Collas im Ruhestand in Kassel (um 1905)

Paul Albert Hector August Baron von Collas (* 31. Januar 1841 in Bromberg; † 27. Oktober 1910 in Kassel-Wehlheiden) war preußischer General der Infanterie sowie Militärgouverneur von Mainz.

## Leben

### Familie
Paul war der Sohn des preußischen Geometers, Kataster-Inspektors und Rechnungsrats August von Collas und dessen Ehefrau Adelinde, geborene Bugisch.
Er heiratete am 2. November 1875 auf Gut Möglin bei Wriezen in erster Ehe Ottilie, geborene von Schmieden (* 22. Juli 1856 in Berlin; † 9. Oktober 1883 in Wiesbaden), die Tochter des preußischen Hauptmanns und späteren Polizeileutnants Adolph von Schmieden und der Auguste Kuschke, seit 1872 Herrin auf Gut Möglin.
Nach dem Tod seiner ersten Ehefrau heiratete er in zweiter Ehe am 30. Mai 1888 in Dresden Charlotte, geborene von Lemmers-Danforth (* 28. Mai 1863 in Berlin; † 24. November 1952 in Kassel), Tochter des preußischen Oberst Alphons von Lemmers-Danforth und der Elise Schulze.

### Militärkarriere
Collas war künstlerisch sehr begabt – wohl ein vererbtes Talent seines Ahnherrn John von Collas; hervorragende Bleistift-Zeichnungen von 1852, von ihm gezeichnet in Pelplin im Alter von nur elf Jahren, befinden sich noch heute im Familienbesitz.
Entsprechend den wechselnden Arbeitsplätzen seines Vaters, der beim Bau der Preußischen Ostbahn von Berlin nach Königsberg in Ostpreußen beschäftigt ist, ging Sohn Paul zunächst im westpreußischen Landkreis Dirschau in Pelplin ins Gymnasium (1850–1853), später dann im ostpreußischen Arnsberg.
Nach der Schulausbildung trat er am 21. Juni 1860 als Fahnenjunker in das Westfälische Füsilier-Regiment (Füsilier-Regiment „von Steinmetz“ (Westpreußisches) Nr. 37) ein, wo er am 13. Dezember desselben Jahres zum Fähnrich ernannt sowie am 23. Juli 1861 zum Sekondeleutnant befördert wurde. Als Sekondeleutnant erlebt Collas fünf Jahre später im Deutschen Krieg den Feldzug Preußens gegen Österreich und fungierte hier vom 22. Juli bis 14. November als Adjutant des Bataillons-Kommandeurs. Während dieses Feldzuges schreibt er detailliert Tagebuch und Briefe an seine Eltern.
Nach Abschluss des Feldzuges und nach Einrücken seines Bataillons in die Garnison in Posen wurde Collas zum 15. November 1866 an die Kriegsakademie in Berlin abkommandiert. Dort bleibt er bis zum 3. August 1869 und wurde kurz vor Ende der Ausbildung am 18. Juni 1869 zum Premierleutnant befördert. Mit dem Ausbruch des Deutsch-Französischen Krieges wurde er in diesem Rang am 18. Juli 1870 als Generalstabsoffizier zum Oberkommando der 1. Armee abkommandiert, wo er bis zum 9. Januar 1871 verblieb. Anschließend war er bis zum 27. Juni des Jahres beim Generalstab der 2. und Südarmee unter General Edwin Freiherr von Manteuffel. Danach diente Collas, ebenfalls unter dem Kommando Manteuffels, vom 27. Juni 1871 bis 19. September 1873 dem Generalstab der Okkupationsarmee in Frankreich, seit dem 3. Oktober 1871 aber bereits als Hauptmann. Schließlich war er vom 19. September 1873 bis zum 13. April 1876 als Adjutant zur Disposition des inzwischen 1873 zum Generalfeldmarschall beförderten Manteuffel abkommandiert, dessen Memoiren Collas schrieb. Diese wurden 1874 veröffentlicht. 1878 erfolgte die Beförderung zum Major. Nachdem er ab Februar 1880 dem Generalstab der 30. Division angehört hatte, wurde von Collas 1886 zum Oberstleutnant befördert.
Auch während des Deutsch-Französischen Krieges und während der anschließenden Okkupationszeit in Paris berichtet Collas seine Kriegserlebnisse sehr detailliert in seinen Feldpostbriefen an die Eltern (siehe Literaturhinweis).
Durch A.K.O. vom 15. Mai 1882 erhielt er nach langem Ersuchen die Genehmigung zur Führung des Baronstitels.
Ab 1888 war er Oberst und Kommandeur des Leib-Grenadier-Regiments König Friedrich Wilhelm III. (1. Brandenburgisches) Nr. 8. Nach einer Beförderung zum Generalmajor 1891 führte Paul von Collas von 1895 bis zu seiner Ernennung zum Mainzer Militärgouverneur die 22. Division des deutschen Kaiserreiches. 
Von 1898 bis 1903 war er Gouverneur von Mainz. Auf seinen Befehl wurde ab 1899 bis 1906 das Neue Proviantamt gebaut. Ab 17. Februar 1903 war Collas zur Disposition gestellt. 
In der Nacht zum 27. Oktober 1910 brach Collas um 03:45 Uhr nach einem Schlaganfall, jedoch körperlich „noch rüstig und frisch“, in seinem Wohnhaus Eulenburgstraße 4 in Kassel-Wehlheiden tot an seinem Schreibtisch zusammen. Gerade hatte er in diesem Jahr am 21. Juni 1910 noch sein 50-jähriges Militärdienstjubiläum feiern können. Kaiser Wilhelm II. ordnete unverzüglich an, dass die Offiziere des Leib-Grenadier-Regiments „König Friedrich Wilhelm III.“ (1. Brandenburgisches) Nr. 8 „auf drei Tage Trauer anlegen. Außerdem hatte der Kommandeur vorgenannten Regiments an den Trauerfeierlichkeiten teilzunehmen.“(A.C.O. vom 28. Oktober 1910).

Anzeigen (1) zum Tod des Paul von Collas (1910)
Anzeigen (2) zum Tod des Paul von Collas (1910)
Anzeigen (3) zum Tod des Paul von Collas (1910)
Armee-Verordnungsblatt Nr. 24 (29. Oktober 1910)

Brief aus dem Deutsch-Französischen Krieg vom 4. Oktober 1870
Paul von Collas als Hauptmann (1873)
Brief aus der deutschen Okkupationszeit in Paris vom 24. März 1873
Paul Baron von Collas als Brigade-Kommandeur in Ulm (um 1895)

## Auszeichnungen
- Erinnerungskreuz für 1866 für Kombattanten
- Eisernes Kreuz II. Klasse im Jahre 1870
- Schaumburg-Lippische Medaille für Militärverdienst im Felde im Jahre 1871
- Kriegsdenkmünze für die Feldzüge 1870/71 im Jahre 1871
- Eisernes Kreuz I. Klasse im Jahre 1873
- Orden des Heiligen Wladimir IV. Klasse im Jahre 1873
- Waldeckisches Militär-Verdienstkreuz im Jahre 1878
- Dienstauszeichnungskreuz im Jahre 1883
- Rechtsritter des Johanniterordens im Jahre 1890
- Komtur des Greifenordens im Jahre 1890
- Komtur II. Klasse Schwertordens im Jahre 1891
- Komtur des Ordens der Württembergischen Krone im Jahre 1893
- Erinnerungsmedaille im Jahre 1897
- Waldeckisches Verdienstkreuz II. Klasse im Jahre 1897
- Großkreuz des Ordens der Krone von Italien im Jahre 1897
- Kronenorden I. Klasse im Jahre 1898
- Roter Adlerorden I. Klasse mit Eichenlaub im Jahre 1899
- Großkreuz des Ordens Philipp des Großmütigen mit Krone im Jahre 1901

## Werke
- Aus dem Leben des General-Feldmarschalls Edwin Freiherrn von Manteuffel., Berlin 1874.